# Бачівська сільська рада (Перемишлянський район)
| Бачівська сільська рада — колишній орган місцевого самоврядування у Перемишлянському районі Львівської області з адміністративним центром у с. Бачів. Історична дата утворення: в 1995 році. Водоймища на території, підпорядкованій даній раді: річка Дзвієчка. Сільській раді були підпорядковані населені пункти: - с. Бачів |

## Склад ради
Рада складалася з 16 депутатів та голови.

### Керівний склад ради
| ПІБ                         | Основні відомості                                                                | Дата обрання | Дата звільнення |
| --------------------------- | -------------------------------------------------------------------------------- | ------------ | --------------- |
| Гадуп'як Ярослав Васильович | Сільський голова, 1969 року народження, освіта, член Української Народної Партії | 26.03.2006   | 31.10.2010      |
| Гадуп'як Ярослав Васильович | Сільський голова, 1969 року народження, освіта незакінчена вища, безпартійний    | 31.10.2010   |                 |

Примітка: таблиця складена за даними джерела